# Асембеков, Ракымжан Мырзанович
Ракымжан Мырзанович Асембеков (каз. Рақымжан Мырзанұлы Әсембеков, р.6 апреля 1978) — казахстанский борец греко-римского стиля, призёр чемпионата Азии.

## Биография
Родился в 1978 году в Чимкенте. В 1999 году завоевал бронзовую медаль чемпионата Азии, и занял 4-е место на чемпионате мира. В 2000 году занял 6-е место на чемпионате Азии и 9-е — на Олимпийских играх в Сиднее. В 2001 году занял 7-е место на чемпионате мира. На чемпионате мира 2002 года стал лишь 15-м.